# Шанхайська різанина (1927)

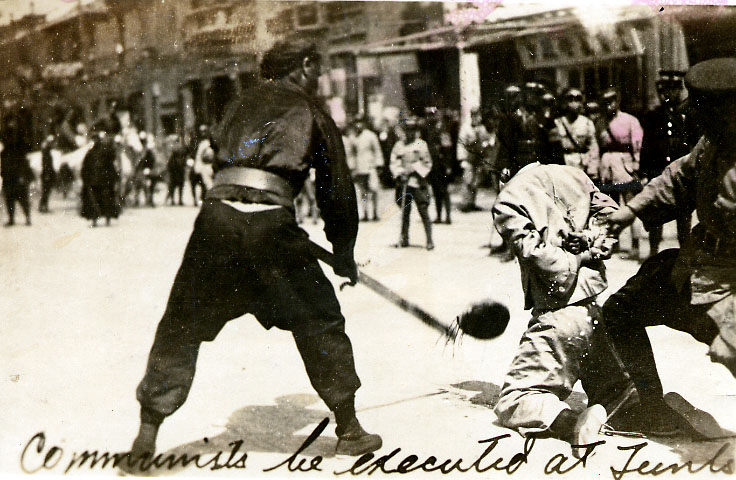
Привселюдне обезголовлювання комуніста на вулиці Шанхая

Шанхайська різанина, також відома як Інцидент 12 квітня — масове винищення китайських комуністів, вчинене 12 квітня 1927 року силами Гоміньдану та його союзниками в Шанхаї.
Прибічники Гоміньдану називають інцидент «Партійною чисткою», натомість комуністична традиція йменує його «Шанхайською різаниною 1927 року», «Контрреволюційний переворот 12 квітня» або «Трагедія 12 квітня». В результаті інциденту багатьох відомих членів КПК було вбито чи заарештовано. Убивства комуністів і терор тривали в усьому Китаї впродовж кількох тижнів. Після перемоги над прибічниками КПК у великих містах Чан Кайші цілковито захопив владу в Гоміньдані й невдовзі став диктатором Китаю. Після падіння 15 липня 1927 року Уханьського уряду комуністи були змушені остаточно піти у підпілля.

## Передумови
Впродовж кількох років до самих подій 12 квітня 1927 року Комуністична партія Китаю (КПК) і Гоміньдан співпрацювали в межах Першого об'єднаного фронту. Їхньою спільною метою було повалення влади китайських мілітаристів, які панували в країні після падіння династії Цін. 1923 року уряд Сунь Ятсена, засновника Китайської республіки, домовився про допомогу з боку СРСР. Радянський уряд був єдиним, що визнав його. До Китаю почали прибувати політичні та військові радники — Бородін, Блюхер тощо. Їхнім завданням була реорганізація Гоміньдану, щоб створити з нього потужну політичну партію накшталт ВКП(б), а також формування боєздатної армії. Членам КПК дозволили вступати до лав Гоміньдану. За допомогою Комінтерну й засновників КПК Лі Дачжао й Чень Дусю Сунь Ятсен заснував у Кантоні уряд і започаткував військову академію для підготовки офіцерських кадрів. Начальником академії був призначений Чан Кайші. Деякі члени КПК стали впливовими людьми в Гоміньдані; Чжоу Еньлай і Є Цзяньїн служили політінструкторами академії, а Мао Цзедун у той період був адміністратором від Гоміньдану в провінції Хунань.
1925 року Сунь Ятсен помер, а після його смерті між правим крилом Гоміньдану на чолі з Чан Кайші та лівим крилом на чолі з Ван Цзінвеєм виник конфлікт. Останній став головою національного уряду, втім військова влада була зосереджена в руках Чан Кайші, який командував Національно-революційною армією (НРА). В липні 1926 року розпочався Північний похід — військова експедиція НРА, метою якої було вигнання мілітаристів і об'єднання Китаю. Після того, як комуністи й ліве крило Гоміньдану спробували провести земельну реформу та передати землю селянам у регіонах, захоплених НРА, симпатії поміщиків і заможних торговців перейшли на бік Чан Кайши. Його підтримували й іноземці, які проживали в концесіях у великих містах Китаю.
В січні 1927 року за підтримки КПК і радянських агентів Ван Цзінвей перевів уряд до захопленого НРА міста Ухань та проголосив його новою столицею. 3 березня 1927 року робітники під проводом Чжоу Еньлая підбурили в Шанхаї повстання, розбивши війська військового губернатора та його союзників. Робітники зайняли всю територію Шанхая за винятком іноземних концесій — міжнародного поселення та французької концесії, які охоронялись військовиками та моряками США, Великої Британії, Італії, Японії й інших країн. Невдовзі до міста підступили частини НРА під командуванням Бай Чунсі, відданого соратника Чан Кайші. Праве крило Гоміньдану було занепокоєне зростанням впливу комуністів як у новому уряді, так і в профспілках і робітничому ополченні. Після міжнародного скандалу, що стався після Нанкінського інциденту, Чан Кайші вирішив порвати з комуністами й ліваками в Гоміньдані.

## Перебіг подій
Вважаючи, що комуністи готують захоплення влади, 2 квітня Чан Кайші, Лі Цзунжень і Бай Чунсі потай організували Центральний наглядовий комітет Шанхая. Той комітет склав план фізичного знищення прибічників КПК і розпочав підготовку до його реалізації.
Чан Кайші провів перемовини з Ду Юешеном та іншими лідерами Зеленої банди й Банди Хонмен, щоб ті підготували напад на опорні пункти червоногвардійців. 9 квітня Центральний наглядовий комітет оголосив у Шанхаї надзвичайну ситуацію, звинувативши комуністів, які входили до складу Уханьського уряду, в дестабілізації обстановки. 11 квітня до всіх провінцій, що перебували під контролем Чан Кайші, було надіслано секретний наказ про те, що комуністів необхідно вичистити з партійних та урядових органів.
Території іноземних концесій були обнесені колючим дротом і ретельно охоронялись військовими та моряками з іноземних кораблів.
Було досягнуто домовленості з Муніципальною радою про те, що люди Ду Юешена зможуть вільно перетнути територію Міжнародного поселення. Голова Муніципальної ради Стерлінг Фессенден не лише забезпечив бандитів перепустками, але й надав їм вантажівки та зброю.
За сигналом корабельної сирени о третій ранку 12 квітня бандити атакували опорні пункти червоногвардійців у районах Чжабей, Нанші й Пудун. В результаті бійні загинули від 4 до 5 тисяч осіб. Солдати 26-ї армії Гоміньдану роззброїли робітниче ополчення. При цьому поранень зазнали близько 300 осіб.
13 квітня тисячі робітників і студентів вийшли на вулиці та вирушили до штаб-квартири 2-ї дивізії 26-ї армії, протестуючи проти дій Чан Кайші та його союзників. Солдати відкрили вогонь по демонстрантах. За різними даними загинули від 100 до 300 осіб.
Чан Кайші розпустив уряд Шанхая, профспілки й інші організації, що перебували під контролем комуністів. Понад тисячу осіб було заарештовано, близько 300 — страчено. Арешти та страти відбулись у Кантоні, Сямені, Фучжоу, Нінбо, Нанкіні, Ханчжоу й Чанші. В Пекіні 28 квітня Чжан Цзолінь наказав стратити 20 комуністів, взятих у заручники в радянському представництві. Серед страчених був Лі Дачжао, один із засновників КПК.

## Наслідки
Після влаштованої бійні члени Центрального комітету Уханьського уряду оголосили Чан Кайші зрадником революції, в тому числі й вдова Сунь Ятсена, Сун Цінлін. У квітні 1927 року Чан Кайші оголосив про створення нового уряду в Нанкіні, тим самим кинувши виклик Уханьському уряду, який контролював Ван Цзінвей. Протистояння двох столиць тривало недовго: «ліве крило» Гоміньдану також почало вичищати комуністів з уряду. Не маючи військової підтримки, останні були змушені залишити Ухань. Головний політичний радник Бородін, Сун Цінлін, а також кілька іноземних кореспондентів, які співчували китайській революції, вирушили різними шляхами до СРСР.
У червні 1928 року Пекін захопили союзники Гоміньдану, що призвело до остаточного об'єднання країни під владою Чан Кайші. В Шанхаї адміністрація китайської частини міста розпустила організовану комуністами Шанхайську федерацію профспілок і реорганізувала мережу профспілок уже під своїм керівництвом на чолі з Ду Юешеном.